# Darius Nggawa
Darius Nggawa SVD (ur. 1 maja 1929 w Nggela, zm. 9 stycznia 2008) – salomoński misjonarz katolicki posługujący w Indonezji, biskup diecezjalny Larantuka 1974-2004.

## Życiorys
Święcenia kapłańskie otrzymał 12 października 1955.
28 lutego 1974 papież Paweł VI mianował go biskupem diecezjalnym Larantuka. 16 czerwca 1974 z rąk biskupa Antoine'ego Thijssen przyjął sakrę biskupią. 16 czerwca 2004 ze względu na wiek złożył rezygnację z zajmowanej funkcji.
Zmarł 9 stycznia 2008.